# هيلدا راموس
هيلدا راموس هي منافسة ألعاب القوى كوبية، ولدت في 1 سبتمبر 1964 في كولون (كوبا) في كوبا.

## وصلات خارجية
- هيلدا راموس على موقع الاتحاد الدولي لألعاب القوى (الإنجليزية)
- هيلدا راموس على موقع اللجنة الأولمبية الدولية (الإنجليزية)
- هيلدا راموس على موقع أوليمبيديا (الإنجليزية)